# P·J·卡勒西莫
彼得·約翰·卡勒西莫（英語：Peter John Carlesimo，經常被稱為P. J. Carlesimo，1949年5月30日—），生于宾夕法尼亚州斯克兰顿，大学和职业篮球教练，曾任布魯克林籃網队總教練。
他是斯克兰顿大学和福特汉姆大学篮球队前主教练和运动总监彼得·A·卡勒西莫的儿子。

## 早年执教生涯
卡勒西莫1971年毕业于福特汉姆大学，成为了学校篮球队的助理教练。他也非常成功的执教过纽约斯坦顿岛瓦格拉学院 (Wagner College)篮球队。

## 大学篮球教练
卡勒西莫在1982-1994期间执教过西顿霍尔大学 (Seton Hall University)取得212胜166负的成绩，他也成为了学校的“世纪教练”带领西顿霍尔大学海盗篮球队打入1989年NCAA锦标赛总决赛，在加时赛中惜败于密歇根大学。
1990年世界男子篮球锦标赛中他作为美国国家男子篮球队主教练迈克·沙舍夫斯基的助理教练，球队最终夺得赛事铜牌。

## NBA执教生涯
卡勒西莫在1994－97年期间执教波特兰开拓者队，1997－99年期间执教金州勇士队，两次都是接替里克·阿德尔曼。他期间还作为1992年奥运会梦之队的助理教练。2002年他成为了格雷格·波波维奇圣安东尼奥马刺队的助理教练。2007年7月5日他同意执教西雅图超音速，双方的合约细节未透露。

### 拉崔爾·史普利威爾鎖喉事件
在1997年12月1日，发生了NBA联盟历史上著名的傷人事件，受害者就是卡勒西莫。当时是金州勇士队主教练的卡勒西莫，對著當時狀況不佳的史普利威爾喋喋不休，隨後兩人发生冲突。斯普雷维尔上前勒住他使其窒息长达15秒，如果队友不即时阻止住斯普雷维尔可能会导致严重的伤害，甚至死亡。这一事件发生后，斯普雷维尔赛季中剩餘的68場比賽全數遭聯盟停赛，勇士队在下一個賽季也立即將斯普雷维尔交易至紐約尼克隊。

## 接任布魯克林籃網教練
2012年，布魯克林籃網的開季戰績不如預期，籃網的管理階層決定開除前任總教頭艾弗里·约翰逊。卡勒西莫擔任代理總教練。他上任後，執教風格跟強森不同，減少了球員個人單打，並且發揮球員的特質，如讓布魯克‧洛佩茲在籃下發揮，而不是在外圍接球投籃；讓德隆‧威廉斯有更多的擋拆機會。
2013年，季後賽3-4輸給芝加哥公牛後，布魯克林籃網宣布不與他續約，由贾森·基德接任總教練。

## 主教练战绩
| 隊伍 | 年份    | 常規賽 | 常規賽 | 常規賽 | 常規賽 | 常規賽           | 季後賽     |
| 隊伍 | 年份    | 比賽   | 勝     | 負     | 勝率   | 排名             | 季後賽     |
| ---- | ------- | ------ | ------ | ------ | ------ | ---------------- | ---------- |
| POR  | 1994-95 | 82     | 44     | 38     | .537   | 太平洋赛区第三名 | 第一轮失利 |
| POR  | 1995-96 | 82     | 44     | 38     | .537   | 太平洋赛区第四名 | 第一轮失利 |
| POR  | 1996-97 | 82     | 49     | 33     | .598   | 太平洋赛区第四名 | 第一轮失利 |
| GSW  | 1997-98 | 82     | 19     | 63     | .232   | 太平洋赛区第六名 | 未进入     |
| GSW  | 1998-99 | 50     | 21     | 29     | .420   | 太西洋赛区第六名 | 未进入     |
| GSW  | 1999-00 | 27     | 6      | 21     | .222   |                  | 被解雇     |
| SEA  | 2007-08 | 82     | 20     | 62     | .244   | 西北赛区第五名   | 未进入     |
| OKC  | 2008-09 | 13     | 1      | 12     | .077   |                  | 被解雇     |
| BKN  | 2012-13 | 54     | 35     | 19     | .648   | 大西洋赛区第二名 | 第一轮失利 |
| 總計 | 總計    | 554    | 239    | 315    | .431   |                  |            |